# Josef H. Neumann

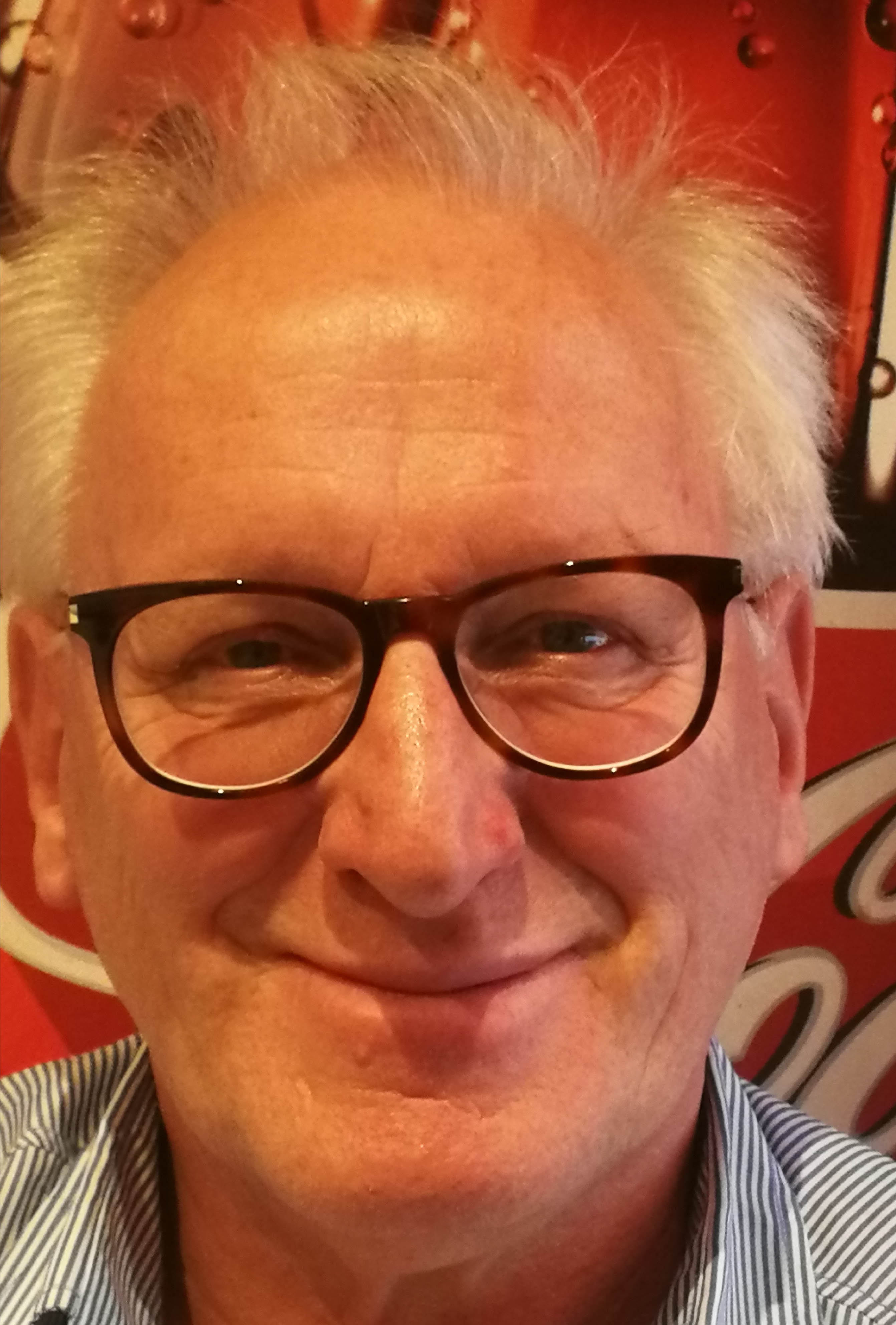
Josef H. Neumann (2018)

Josef H. Neumann (* 27. Mai 1953 in Rheine) ist ein deutscher Fotograf, Foto- u. Mediendesigner, Fotokunst, Fotofachjournalist und Kunsthistoriker. Neumann ist der Erfinder des Chemogramms (1974).

## Leben

### Ausbildung
Josef H. Neumann absolvierte von 1967 bis 1970 eine Fotografenlehre bei Gustav Wenning in seinem westfälischen Geburtsort Rheine. Von 1974 bis 1978 studierte er visuelle Kommunikation an der Fachhochschule Dortmund bei den Professoren Pan Walther, Fotograf und Adolf Clemens, Bildjournalist. Nach dem Diplom als Fotodesigner bei seinem Professor Harald Mante, Fotodesigner, im FB Fotografie/Film Design (1979), ergänzte er mit einem Vordiplom 1984 bei den Professoren Winfried B. Lerg, Publizist, Hans Blumenberg, Philosoph und Georg Kauffmann, Kunsthistoriker, sein Studium der Publizistik, Philosophie und Kunstgeschichte an der Westfälischen Wilhelms-Universität in Münster.
Neumann heiratete 1991 die Pädagogin und Kindergartenleiterin Martina Flügel. Die Ehe wurde im Jahr 2003 geschieden.
Er ist mit der Venezolanerin Verónica Cristina López Pérez, Physiotherapeutin, seit März 2020 in Moche, Trujillo, Peru nach Haager Apostille rechtmäßig verheiratet. Sie leben seit 2022 getrennt in Santiago de Chile und Dortmund, da die Embajada in Lima seit 2021 die Visa für eine Reise nach Deutschland bisher verweigert.

### Wirken
Neumann lehrte ab 1979 in Abständen an der Fachhochschule Dortmund in den Fachbereichen Fotodesign und Sozialarbeit. Der Fachbereich Informatik der Fachhochschule Dortmund betraut ihn seit dem Jahr 1996 mit dem Lehrauftrag „Gestaltung mit elektronischen Medien“.

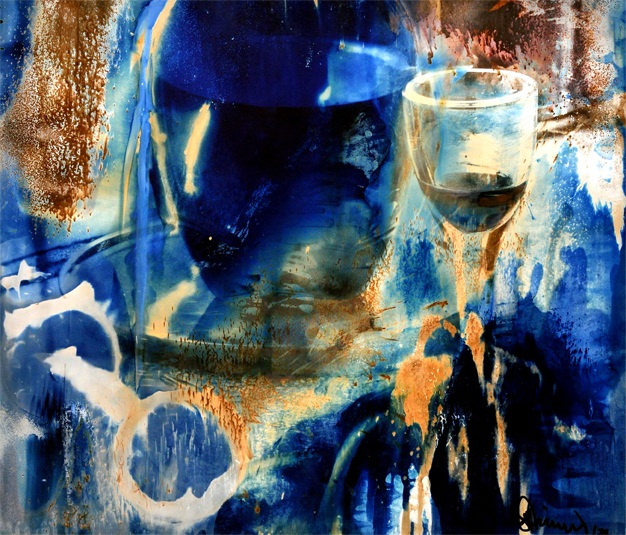
Chemogramm Gustav I von Josef H. Neumann, 1976

Ab 1986 fotografierte Neumann für verschiedene Verlage in Deutschland, Österreich, Frankreich und der Schweiz. Vor allem für den C. J. Bucher Verlag (München) arbeitete er häufig mit der russischen Panoramakamera Horizont. So erschienen eine Anzahl von Panoramabildbänden, u. a. zu Paris, Wien, Schweiz, München, Deutschland, Toskana und Sizilien. Sein Bildband Deutschland wurde zweifach (1987 und 1990) mit dem Kodak-Fotobuchpreis ausgezeichnet. Zudem wurde dieser mit einem Vorwort des Bundespräsidenten Richard von Weizsäcker versehen und in einer Auflage von über 40.000 Exemplaren von der Bundesregierung über mehrere Jahre als Gastgeschenk weltweit verbreitet.

Josef H.Neumann mit Bundeskanzler Kohl auf der Buchmesse 1990 Frankfurt/M.

Mit professorablem Status an der Fachhochschule Dortmund im Fachbereich Design von 1986 bis 1987 verfasste Neumann zusammen mit Harald Mante in den Jahren 1986 und 1988 zwei Standardwerke zu den Themen Filme kreativ nutzen und Objektive kreativ nutzen im Verlag Photographie (Schaffhausen).
1993 lehrte Neumann an der Fachhochschule Köln im Fachbereich Fotoingenieurwesen. Auf Basis intensiver und kreativer Untersuchungen der damals neuen Kamerageneration Zoom-Kompakte erschien 1994 sein Buch Zoomkompakte kreativ anlässlich des 75-jährigen Jubiläums des japanischen Kamerakonzerns Asahi Optical Joint Stock Co. alias Pentax im Verlag Photographie (Schaffhausen).

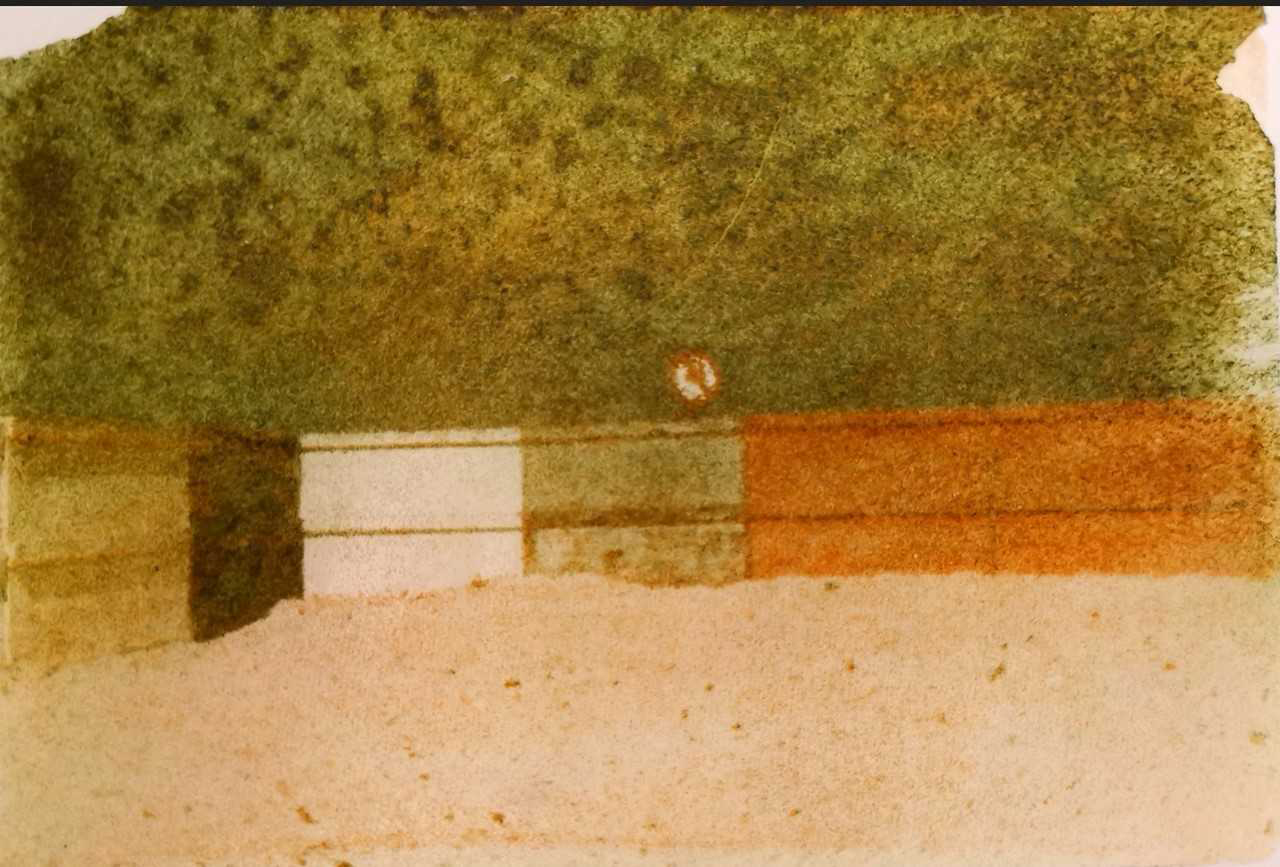
Erstes essbares Foto der Welt, 1976, Josef H. Neumann

In seinem Wohnort Dortmund fotografierte Neumann zusammen mit Gerhard P. Müller unter Federführung der Text Autoren Wolfgang Rinke und Dore Bolege-Vieweg für die Buchtitel Dortmunder Kirchen des Mittelalters und Dortmunder Dorfkirchen zwei umfangreiche Bildbände zu Dortmunder Kirchenschätzen, die im Verlag Fr.-W. Ruhfus in den Jahren 1987 und 1999 veröffentlicht wurden. Neumanns Bildarchiv wird seit August 2003 durch Deutschlands erste Volldigital-Bildagentur bildkontor.com mit Sitz in Hamburg verwaltet.
Unter Verwendung von Neumanns Fotoarbeiten erfolgte im Juni des Jahres 2004 die Freischaltung des Postkartenportals zur Versendung realer Postkarten via Internetbestellung in Kooperation mit dem Unternehmen postalo.de in Hamburg. Seit 2003 ist Neumann immer wieder frei künstlerisch in Portugal (Algarve) im Bereich Foto und Video tätig. Im Januar 2012 eröffnete er im Dortmunder Unionviertel zusammen mit der argentinischen Künstlerin Virginia Novarin das Atelier INICIO.de.
Neumann arbeitet heute u. a. als freischaffender Fotodesigner mit Produktionen im Bereich Image- und Produktwerbung mit Print- und BewegtBildmedien. Zudem arbeitet er regelmäßig als Dozent im Bereich Fotodidaktik neben staatlichen Institutionen auch für privatwirtschaftliche Unternehmen. Josef H. Neumann ist seit 1986 Mitglied in der Deutschen Gesellschaft für Photographie (DGPh). Er wurde mit seinen fotografischen Arbeiten in allen großen deutschen Fotozeitschriften wie COLOR FOTO, Foto, Foto Hits, Fotoheft, Fotomagazin, MINOLTA Mirror, NIKON News, PHOTO, Photographie, Photo Revue, Professional Camera, ProfiFoto, fineartphotomagazine präsentiert. Er ist Autor zahlreicher Fotobeiträge in deutschen und europäischen Publikationen wie Creative Photography, Relais & Châteaux, Brigitte, Natur, Freizeit Revue, S. Fischer Verlag, Suhrkamp Verlag und Time.

### Redaktionelle Tätigkeiten
Von 1981 bis 1996 war Neumann Mitglied der Redaktion Photographie in den Städten Düsseldorf und Zürich. Als Chefredakteur leitete er von 1990 bis 1992 zeitgleich die Redaktion der Zeitschrift Fotoheft.

### Forschungsarbeiten

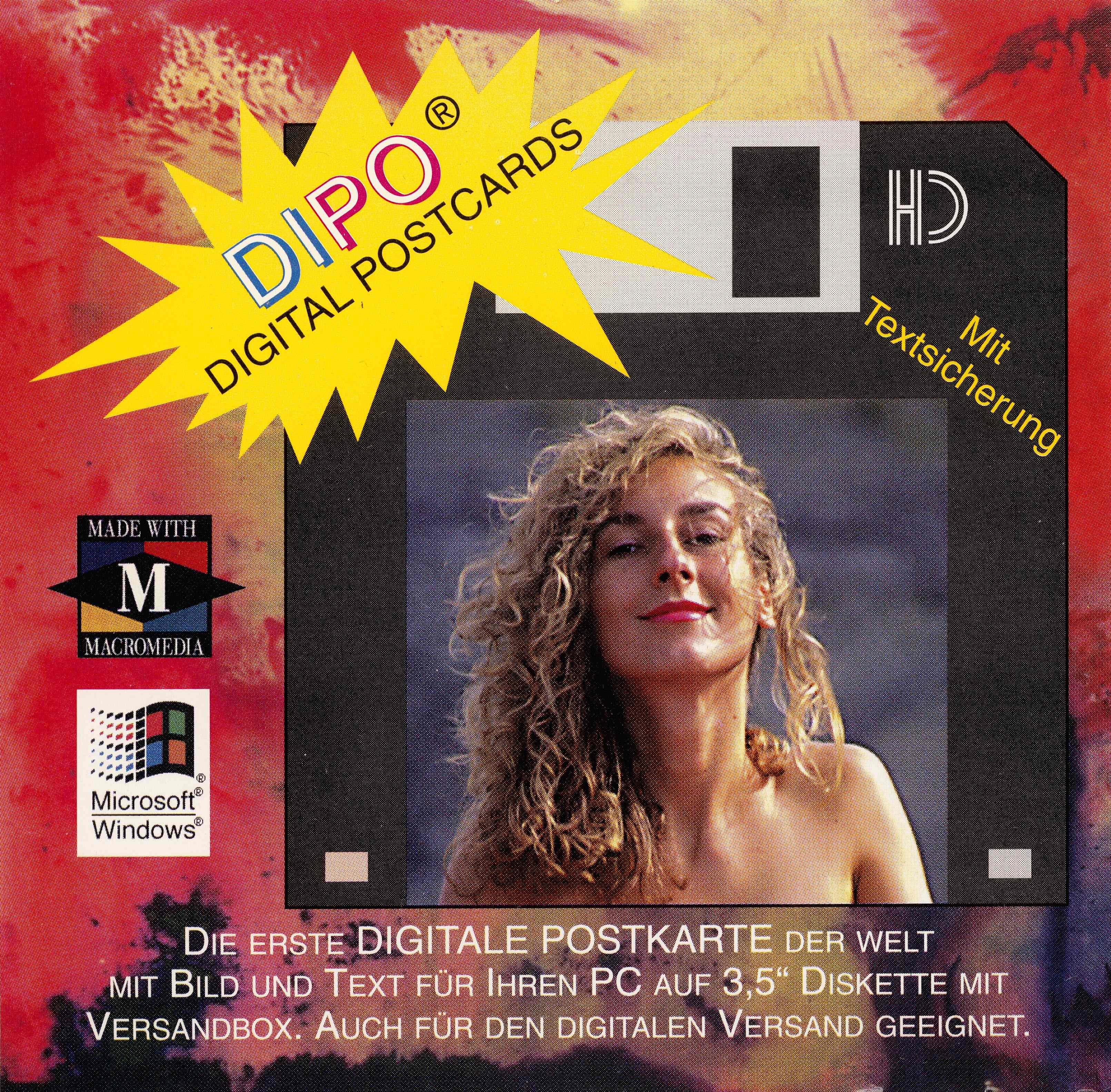
DIPO Digital Postcard, 1993

1974 wurden in einer experimentellen Weiterentwicklung die Umwandlung von Chemigrammen zu Chemogrammen,
vollzogen, bei denen Neumann während des Arbeitsprozesses zuerst optische Motive kurzzeitig auf das Fotopapier einbelichtete und anschließend das schwarzweiße Fotopapier, als Grundlage im identischen Prozess, zusätzlich mit Chemikalien weiter bearbeitete.
In der Fortfolge dieses künstlerischen Schaffens experimentierte Neumann, beginnend 1976, mit ersten erfolgreichen Testversuchen zur Erstellung „essbarer Fotodrucke“ mittels Siebdruck in Vierfarbauszügen und Prägung des Begriffs. Die Firmengründung „Fotomedia“ und involvierte Forschungsarbeit mit Schwerpunkten in elektronischer Bildbearbeitung für Multimedia-Projekte erfolgte gegen Ende 1992 in Dortmund. Aus dieser Forschungsarbeit von 1992 bis 1996, zusammen mit dem Multimedia-Spezialisten Fridtjof Walther, entstand die Dipo Digital Postcard mit Entwicklung, Markeneintragung beim DPMA 1993 und Vermarktung für die weltweit erste Digitale Postkarte editierbar auf 3,5-Zoll-Diskette. Die Forschungsarbeit zur Erstellung „essbarer Fotodrucke“  fand durch die Verwendung der Piezodrucktechnik und  Lebensmittelfarben1998 seinen vorläufigen Abschluss.

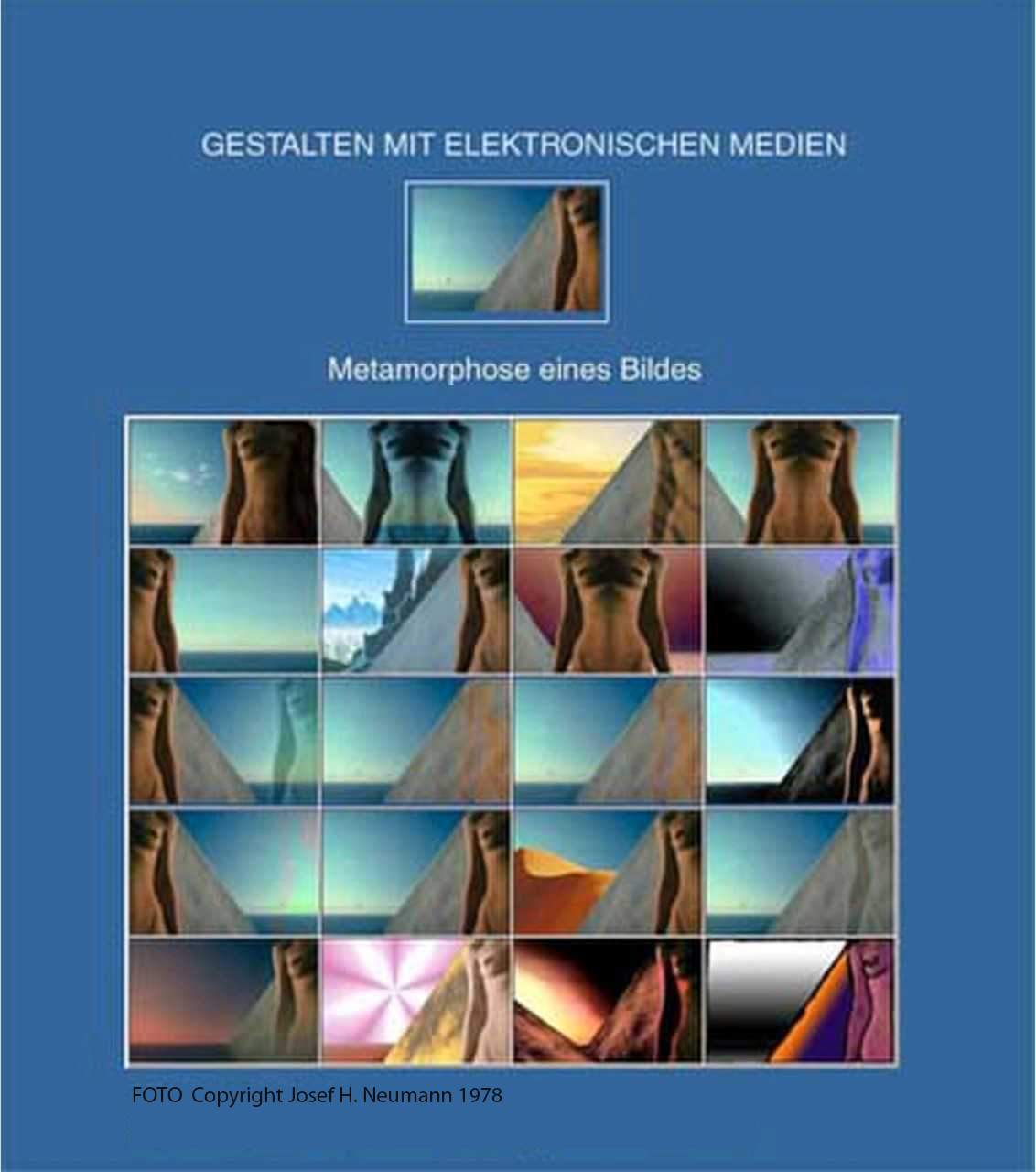
Erste Internet Gallerie Jahr 2000, FB Allgemeine Informatik der FH Dortmund

Im Rahmen seiner Lehrtätigkeit an der Fachhochschule Dortmund, Fachbereich Design, in den Jahren 1981–1986 und der Fachhochschule Dortmund, Fachbereich Informatik, seit Wintersemester 1996 bis heute, SoSe 2025, im Fach *Gestaltung mit elektronischen Medien*, eröffnete Josef H. Neumann im Dezember 2000 mit seinen Studenten, federführend Stephan Rosegger, innerhalb eines Pilotprojektes, in Zusammenarbeit der Ingenieurgesellschaft ICN.de die erste Internet Gallery im World Wide Web.

## Werke
Bildbände  (Auswahl)
- Sizilien. C. J. Bucher Verlag, Luzern/München 2001, ISBN 978-3-7658-1298-9.
- Wien . C. J. Bucher Verlag, Luzern/München 1989, ISBN 978-3-7658-0644-5.
- München. C. J. Bucher Verlag, Luzern/München 1987, ISBN 978-3-7658-0519-6.
- Der Harz . C. J. Bucher Verlag, Luzern/München 1986, ISBN 978-3-7658-0468-7.
- Deutschland. C. J. Bucher Verlag, Luzern/München 1986, ISBN 978-3-7658-0660-5.Ausgezeichnet mit dem „Kodak Fotobuchpreis“ 1987 und 1990
- Paris . C. J. Bucher Verlag, Luzern/München 1986, ISBN 978-3-7658-0536-3.
- Schweiz. Suisse. Svizzera. C. J. Bucher Verlag, Luzern/München 1986, ISBN 978-3-7658-0579-0.
- Mit Lust und Laune durch den Märkischen Kreis. Lüdenscheid 2001, ISBN 978-3-88363-221-6.
- Dortmunder Dorfkirchen. (Co-Autoren Dore Boleg-Vieweg, Gerhard P. Müller). Verlag Ruhfus, Dortmund 1998, ISBN 978-3-7932-5032-6.
- Toskana. (Co-Autoren Gerhard P. Müller, Axel M. Mosler, Martin Thomas). C. J. Bucher Verlag, Luzern/München 1986, ISBN 978-3-7658-1253-8.
- Dortmunder Kirchen des Mittelalters. (Co-Autoren Wolfgang Rinke, Gerhard P. Müller). Verlag Ruhfus, Dortmund 1986, ISBN 978-3-7932-5031-9.
- Dortmunder Bilder und Gedanken. (Co-Autoren Jutta Ohrmann, Dieter Menne, Gerhard P. Müller), Verlag Ruhfus, Dortmund 1986, ISBN 978-3-7932-4131-7.

Lehrbücher
- Zoomkompakte kreativ. Verlag Photographie, Schaffhausen 1994, ISBN 978-3-7231-0040-0.
- Filme kreativ nutzen. (Co-Autor Harald Mante), Verlag Photographie, Schaffhausen 1988, ISBN 978-3-7231-7600-9.
- Objektive kreativ nutzen. (Co-Autor Harald Mante), Verlag Photographie, Schaffhausen 1986, ISBN 978-3-7231-6400-6.

## Ausstellungen
Einzelausstellungen  (Auswahl)
- 2018: Chemogramm – Josef H. Neumann, Museo de Arte Moderno, Bucaramanga (Kolumbien)
- 1989: Paris – Panorama Galerie Nikkor Club, Gladbeck
- 1989: „Blow Up,“ Farblaserkopien, Cafe Einstein, Dortmund
- 1979: „Landschaft und Figur“ Galerie Studio Freund/Sommer, Iserlohn
- 1978: Chemogramme Galerie Keller-Holtz, Rheda Wiedenbrück
- 1978: Chemogramme Galerie Stiegemann/Patzelt, Siegburg
- 1977: Chemogramme Galerie Wendland. Jun., Schüttorf
- 1976: Chemogramme und Fotoobjekte, Stadtsparkasse Rheine
- 1976: Chemogramme Fotografik-Studio-Galerie Professor Pan Walther, Münster

Ausstellungsbeteiligungen  (Auswahl)
- 2021: Grafik aus Dortmund, DEPOT, Dortmund
- 2016: Einblicke, Torhaus Rombergpark, Dortmund
- 2016: Grafik aus Dortmund, Berswordthalle, Dortmund
- 2015: Einblicke, Torhaus Rombergpark, Dortmund
- 2015: Grafik aus Dortmund, Berswordthalle, Dortmund
- 2012: „Atelier Inicio“ Dortmund, mit Virginia Novarin, Zeichnungen und Chemogramme, Dortmund
- 1986: Stadtmuseum München
- 1985: Kurhaus Füssen, Kunstausstellung Amnesty International
- 1978: Landesbildstelle Bremen, Harald Mante und Studenten
- 1978: Bildstelle des Landes Baden-Württemberg, Stuttgart
- 1978: Höhere Graphische Lehr- und Versuchsanstalt Wien
- 1978: Photo-Expo-Metro, Exhibition, Paris
- 1978: Folkwang Museum Essen, Otto Steinert Preis „Figur und Landschaft“
- 1978: Photokina Köln in: Deutsche Gesellschaft für Photographie

## Preise und Auszeichnungen
- 2016: Kunstankauf Stadt Dortmund (Chemogramm, Druck, Alentejo, Portugal)
- 2015: Kunstankauf Stadt Dortmund (Chemogramme, Druck Phoenix I und Phoenix II)
- 2000: EXPO 2000 Hannover. Präsentation und Qualifikation der mehrfach ausgezeichneten Panoramaarbeiten DEUTSCHLAND auf dem Stand der deutschen Delegation.
- 1990: Kodak Fotobuchpreis für den Titel Deutschland.
- 1988: Kodak Fotobuchpreis für den Titel Filme kreativ nutzen. (Co-Autor Harald Mante)

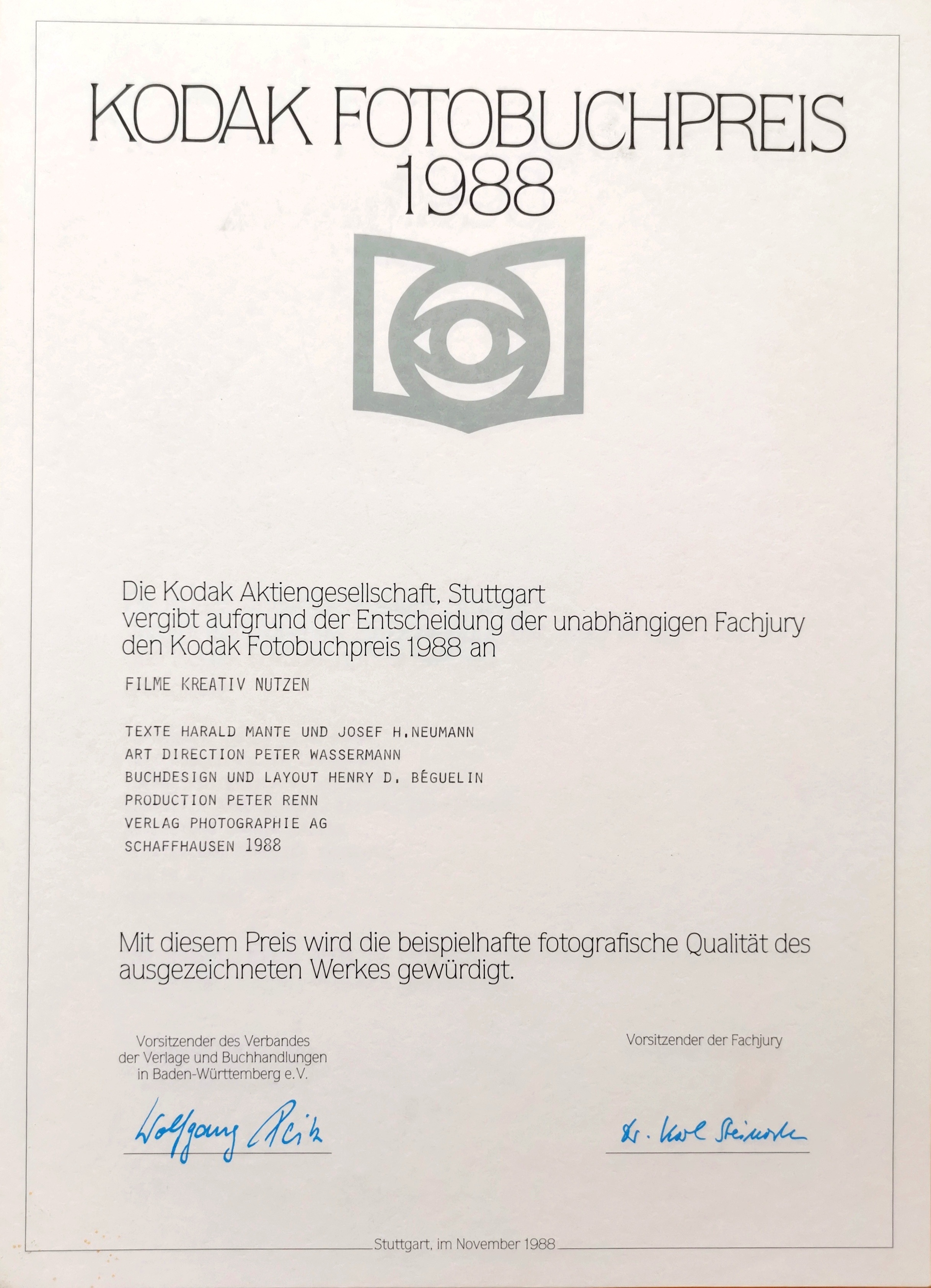
KODAK Fotobuchpreis 1988 PHOTOGRAPHIE *Filme kreativ nutzen*

- 1987: Kodak Fotobuchpreis für den Titel Bundesrepublik Deutschland.
- 1981/82: Nikon-Contest International,  2. Preis,  Düsseldorf
- 1979: Newcomer-Award PROFESSIONAL CAMERA 2. Preis, München
- 1978: Otto Steinert Preis Honorable Mention „Figur und Landschaft“, Folkwang Museum Essen
- 1978: Photo-Expo-Metro Concurso, Honorable Mention, Paris
- 1978: Photokina Köln in: Deutsche Gesellschaft für Photographie
- 1977/78: NIKON-Contest International, 3. Preis, Düsseldorf

## Belege
1. ↑  Beitrag des ZDF über die Photokina in Köln (1990). Abgerufen am 16. März 2016.
2. ↑  Antonio Luis Ramos Molina. "La magia de la química fotográfica: El quimigrama. Conceptos, técnicas y procedimientos del quimigrama en la expresión artística" Tesis Doctoral, S. 293–297, Universidad de Granada 2018.
url=https://digibug.ugr.es/handle/10481/49297 |language =espanol
3. ↑  Hannes Schmidt: Bemerkungen zu den Chemogrammen von Josef Neumann. Ausstellung in der Fotografik Studio Galerie von Pan Walther. In: Photo-Presse. Heft 22, 1976, S. 6.
4. ↑  Gabriele Richter: Joseph H. Neumann. Chemogramme. In: Color Foto. Heft 12, 1976, S. 24.
5. ↑  Thema 3 – Die Hochglanzwelt des Josef H. Neumann im Stadtjournal des WDR. Abgerufen am 16. März 2016.
6. ↑  Beitrag vom Radiosender 91,2 Dortmund (13. Dezember 1994). Abgerufen am 16. Oktober 2016.
7. ↑  Aktuelle Stunde des WDR (1998). Abgerufen am 3. März 2016.
8. ↑  WDR Interview mit Matthias Bongard vom 25.11.1998. Abgerufen am 16. Oktober 2016.
9. ↑  WAZ, WR: Studenten zeigen ihre Werke im Internet. in: WAZ, Westfälische Rundschau. 2. Dezember 2000.
10. ↑  RN: Ausstellung in virtueller Gallerie. In: Ruhr Nachrichten Dortmund, 2. Dezember 2000.
11. ↑   FH DO Virtuelle Gallerie. In: WDR PUNKT, Dortmund, 2. Dezember 2000

| Personendaten    | Personendaten          |
| ---------------- | ---------------------- |
| NAME             | Neumann, Josef H.      |
| KURZBESCHREIBUNG | deutscher Fotodesigner |
| GEBURTSDATUM     | 27. Mai 1953           |
| GEBURTSORT       | Rheine                 |